# Tijger van Champawat

Tijger van Champawat doodgeschoten door Jim Corbett

De Tijger van Champawat was een Bengaalse tijger die verantwoordelijk was voor naar schatting 436 doden in Nepal en het noorden van India. De aanvallen van de tijger vonden plaats aan het einde van de 19e en het begin van de 20e eeuw en staan in het Guinness Book of Records. De tijger werd in 1907 doodgeschoten door Jim Corbett.

## Geschiedenis
De aanvallen van de tijger zouden zijn begonnen in Rupal, een Nepalees dorpje in de westelijke Himalaya. Nadat pogingen van jagers om de tijger te doden vruchteloos bleken, werd hulp van het Nepalese leger ingeschakeld. Ook hen lukte het niet de tijger te doden, maar zij wisten haar wel over de grens met India te verdrijven. Hier ging de tijger verder met het doden van mensen. Ze legde soms tot wel 32 kilometer op een dag af, wat hoogst ongebruikelijk is voor Bengaalse tijgers, om uit handen te blijven van jagers. Jim Corbett, de man die uiteindelijk de tijger wist te doden, schreef dat de tijger haar slachtoffers, meerendeels jonge vrouwen en kinderen, allemaal maakte in het daglicht, wat eveneens ongebruikelijk is voor een tijger.
In 1907 wist Jim Corbett de tijger te doden. De tijger had nabij het dorpje Fungar een zestienjarig meisje, Premka Devi, gedood en daarna een bloedspoor achtergelaten. Terwijl Corbett het slachtoffer onderzocht werd hij aangevallen door de tijger, die hij echter wist af te schrikken met twee geweerschoten. De dag erna organiseerde Corbett samen met 300 dorpelingen een nieuwe jacht op de tijger, dit keer wel succesvol.
Postmortaal onderzoek wees uit dat zowel de bovenste als onderste hoektanden aan de rechterkant van de tijger gebroken waren. Deze verwondingen, die volgens Corbett het gevolg waren van een eerder geweerschot, zorgden er waarschijnlijk voor dat de tijger niet op haar natuurlijke prooi kon jagen, wat een verklaring zou zijn voor het ongebruikelijke gedrag van de tijger.

## Gedenksteen
In het dorpje Champawat is nabij de Chataarbrug op de weg naar Lohaghat een gedenksteen geplaatst op de plek waar de tijger uiteindelijk is neergeschoten.